# Spadina (Toronto Subway)

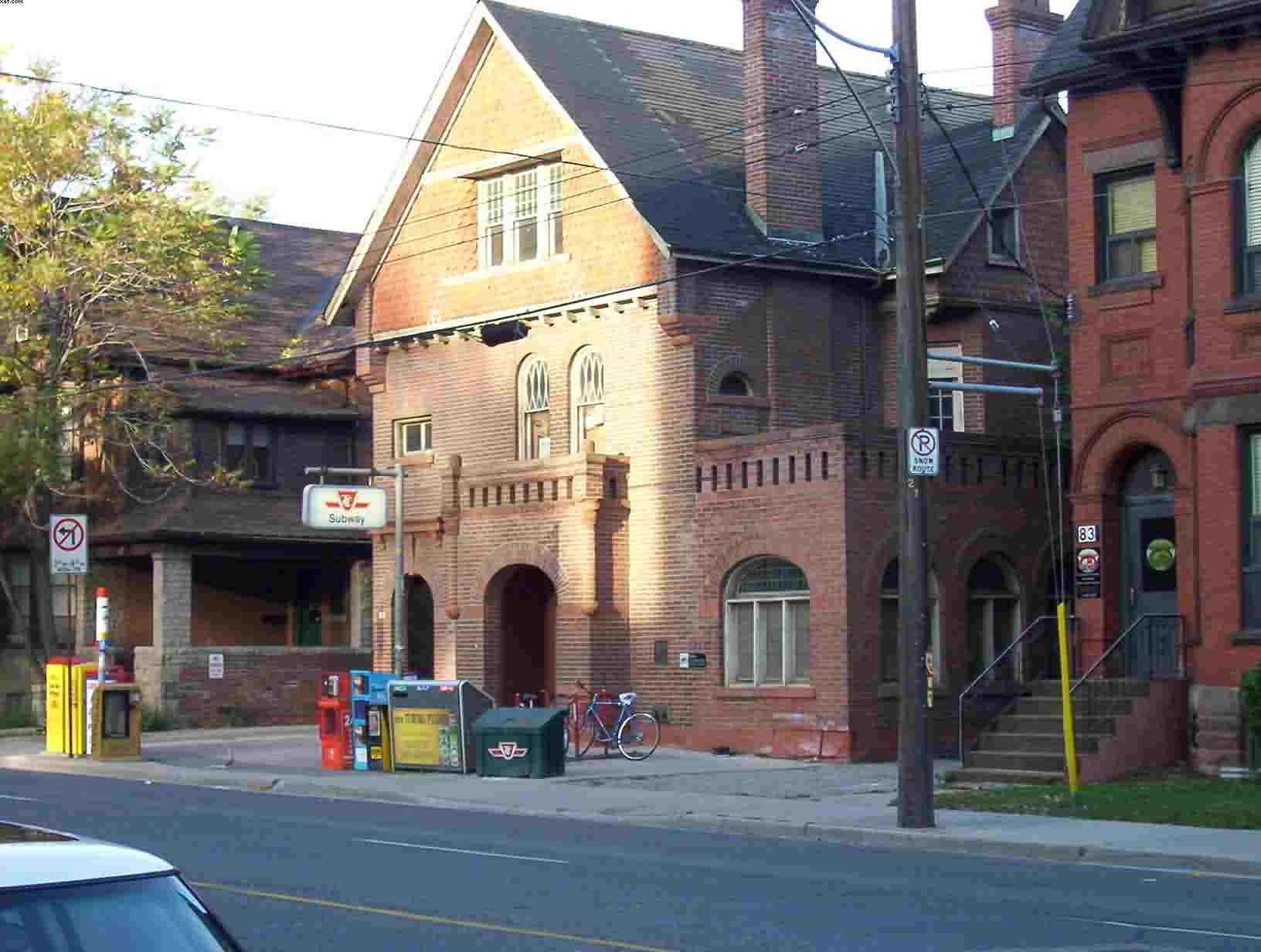
Stationseingang an der Kendal Avenue

Spadina ist eine unterirdische U-Bahn-Station in Toronto, an der Kreuzung von Bloor Street und Spadina Road. Hier kreuzen sich die Yonge-University-Linie und die Bloor-Danforth-Linie der Toronto Subway. Die Station wird täglich von durchschnittlich 44.560 Fahrgästen genutzt (2018).

## Architektur

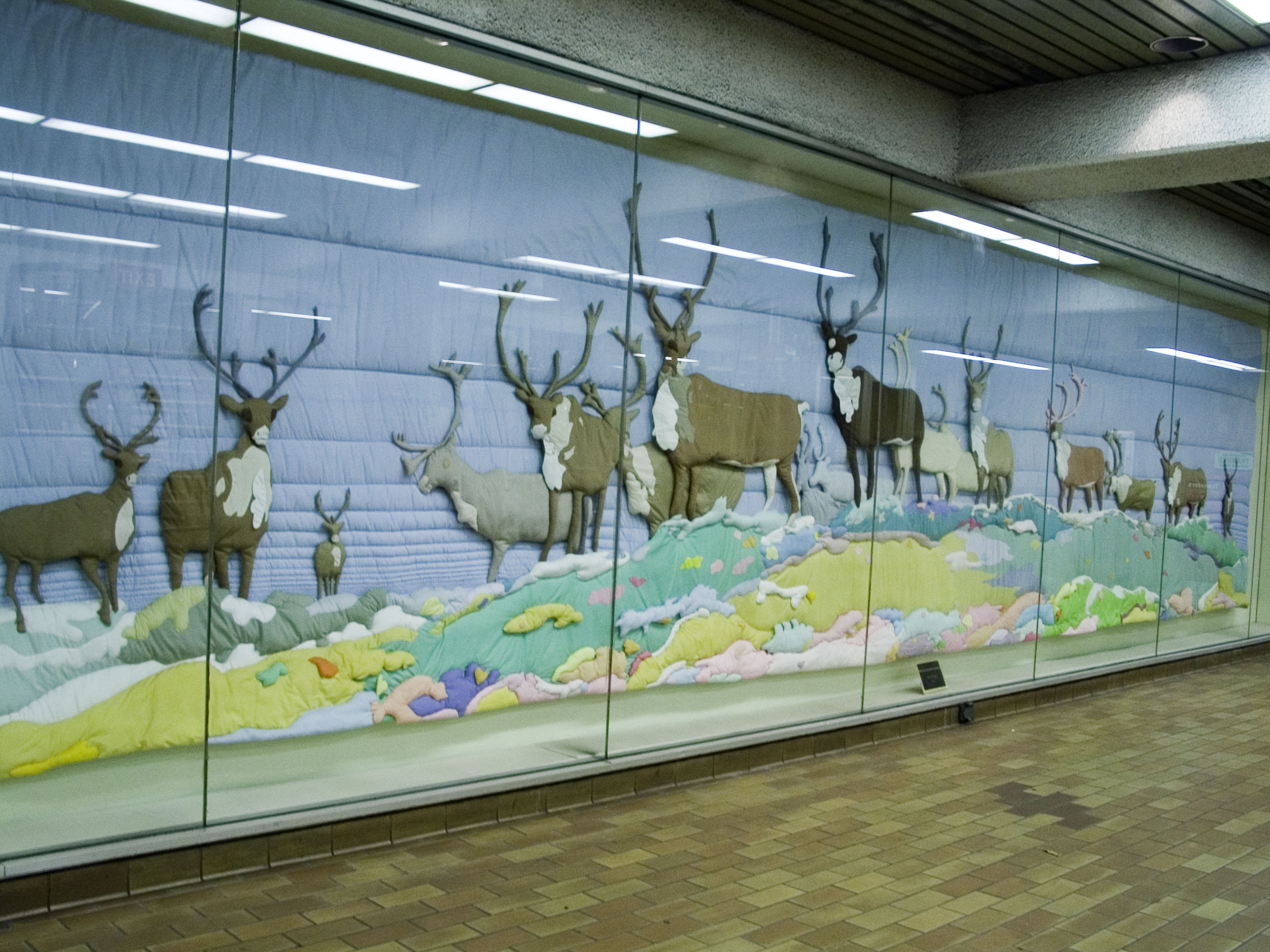
Künstlerische Gestaltung von Joyce Wieland

Die Station besteht aus zwei getrennten Sektionen mit Seitenbahnsteigen auf gleicher Ebene, aber rund 150 Meter voneinander entfernt. Die in Nord-Süd-Richtung verlaufenden Bahnsteige an der Yonge-University-Linie sollten ursprünglich eine eigenständige Station namens Lowther bilden, doch entschloss sich die Toronto Transit Commission (TTC) zum Bau eines Fahrsteigs. Dieser musste 2004 entfernt werden, da ein Neubau zu kostspielig gewesen wäre. Als Umsteigestation wird Spadina verhältnismäßig gering frequentiert. Die Fahrgäste bevorzugen die benachbarte Station St. George, wo die Bahnsteige beider Linien direkt übereinander liegen. In der Nähe der Bahnsteige der Bloor-Danforth-Linie befindet sich die unterirdische Endhaltestelle der Straßenbahnlinie 510, ebenso kann zu einer Buslinie umgestiegen werden.
Stilistisch reicht die Architektur der Station von simpler, modernistischer Gestaltung auf den Bahnsteigen der Bloor-Danforth-Linie über indirekt beleuchtete Wände mit verschnörkelten Fliesen auf den Bahnsteigen der Yonge-University-Linie bis hin zum postmodernistischen Straßenbahntunnel. An drei Stellen wurde die Station künstlerisch gestaltet. Morning Glory von Louise de Neverville am Ausgang zur Kendal Avenue ist ein surreales Email-Wandbild. Barren Ground Caribou von Joyce Wieland stellt ein massives Quilt dar, auf der eine Karibu-Herde in einer Tundra-Landschaft zu sehen ist. Die Künstler Fedelia O’Brien, Murphy Green und Chuck Heit von den Gitxsan-Indianern in British Columbia steuerten große Eulen-, Wolf- und Falkenskulpturen aus Zedernholz bei.

## Geschichte

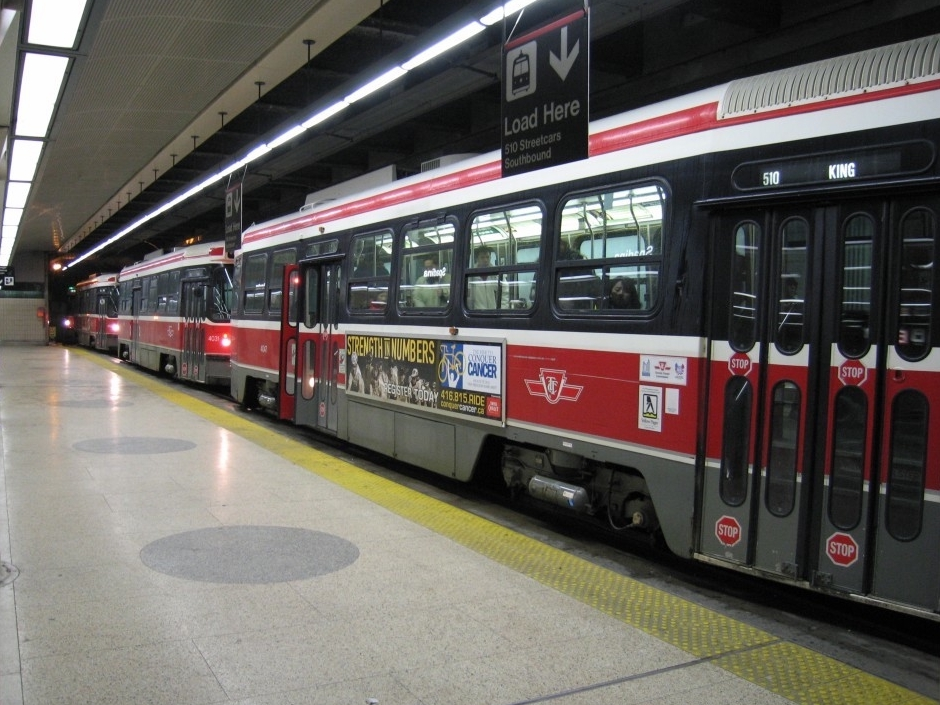
Unterirdische Straßenbahnhaltestelle

Die Eröffnung der Station erfolgte am 26. Februar 1966, zusammen mit dem Abschnitt Keele – Woodbine der Bloor-Danforth-Linie. Pläne, die Yonge-University-Linie über St. George hinaus in Richtung Nordwesten zu verlängern, gab es erstmals in den 1960er Jahren. Dieser Abschnitt hätte im Mittelstreifen der Stadtautobahn Spadina Expressway errichtet werden sollen, die bis ins Stadtzentrum zur Bloor Street vorgedrungen wäre. Proteste von Anwohnern bewogen die Regierung der Provinz Ontario dazu, die Stadtautobahn fallenzulassen und die U-Bahn in einem Tunnel zu errichten. Schließlich konnte am 28. Januar 1978 die Strecke von St. George über Spadina nach Wilson eröffnet werden. Mitte der 1990er Jahre ließ die TTC die drei Jahrzehnte zuvor stillgelegte Straßenbahnstrecke entlang der Spadina Avenue wieder errichten. Um die Verkehrsströme an der U-Bahn-Station Spadina, der nördlichen Endstation, zu entflechten, entstand eine unterirdische Wendeschleife. Diese wurde am 27. Juli 1997 eröffnet.